# North Lincolnshire
North Lincolnshire  är en enhetskommun i grevskapet Lincolnshire i England, Storbritannien. Kommunen har 170 042 invånare (2022). Scunthorpe är administrativt centrum.
North Lincolnshire var en del av Humberside fram till 1 april 1996.
Scunthorpe ingår inte i någon civil parish. Resterande del av kommunen är indelad i följande civil parishes: (*-markerade har mer än 3 000 invånare)

- Alkborough
- Amcotts
- Appleby
- Ashby Parkland
- Barnetby le Wold
- Barrow upon Humber*
- Barton-upon-Humber
- Belton
- Bonby
- Bottesford* (stad)
- Brigg
- Broughton* (stad)
- Burringham
- Burton upon Stather
- Cadney
- Crowle and Ealand (med orterna Crowle och Ealand)
- Croxton
- East Butterwick
- East Halton
- Eastoft
- Elsham
- Epworth
- Flixborough
- Garthorpe and Fockerby
- Goxhill
- Gunness
- Haxey
- Hibaldstow
- Horkstow
- Keadby with Althorpe (med orten Althorpe)
- Kirmington
- Kirton in Lindsey (stad)
- Luddington and Haldenby
- Manton
- Melton Ross
- Messingham*
- New Holland
- North Killingholme
- Owston Ferry
- Redbourne
- Roxby cum Risby
- Saxby All Saints
- Scawby
- South Ferriby
- South Killingholme
- Thornton Curtis
- Ulceby
- West Butterwick
- West Halton
- Whitton
- Winteringham
- Winterton* (stad)
- Wootton
- Worlaby
- Wrawby
- Wroot